# Turismo de compras
O turismo de compras ou turismo de consumo é o deslocamento dentro dos padrões turísticos com a motivação ligada às compras. Tendo especificidades relacionadas ao bom preço, exclusividade, arte, artesanato ou a tecnologia avançada de produtos ainda não encontrada na origem do turista é tambem um turismo muito procurado pelos turistas com uma posse monetaria muito alta pois podem viajar sem que ter como peocupação o dinheiro.